# Troldebryllupet
|  | Denne artikel er oprettet af botten PalnaBot ud fra en ekstern database. Den kan derfor have sproglige fejl eller mangler. Denne skabelon kan fjernes efter kontrol af indholdet. |

Troldebryllupet er en børnefilm fra 1973 instrueret af Jørn Walsøe Therkelsen efter manuskript af Jørn Walsøe Therkelsen.

## Handling
Børnetrickfilm om "Troldene fra Gjøl", hvor troldene fra Nørreskoven og Sønderskoven når havde udryddet hinanden. Men freden genoprettes, idet to ung-trolde fra hver sin lejr ønsker at gifte sig.